# 美島涼
美島 涼（みしま りょう、1985年2月21日 - ）は、日本のAV女優。
愛知県出身。血液型:A型、身長152cm。スリーサイズ:B83・W56cm・H84cm。趣味:ショッピング。特技：カラオケ

## 略歴
- 2006年に『新人×ギリギリモザイク　新人ギリギリモザイク』でAVデビュー。

## 作品
2006年
- 新人×ギリギリモザイク 新人ギリギリモザイク（9月19日、エスワン）
- ギリギリモザイク 美島涼 6つのコスチュームでパコパコ!（10月19日、エスワン）
- ギリギリモザイク 誘惑エロティックFUCK（11月7日、エスワン）
- ギリギリモザイク 激烈ピストン 3（12月7日、エスワン）

2007年
- ギリギリモザイク W痴女バコバコ乱交（1月19日、エスワン）共演:宮澤ケイト
- ギリギリモザイク おっきいチンポでバコバコ!（2月19日、エスワン）
- 美島涼 in サイパン（3月7日、桃太郎映像出版）
- 酔娘伝 ハプバーへ行こう!!（4月7日、桃太郎映像出版）
- 妄想FUCK 美島涼（5月7日、桃太郎映像出版）
- 特選!!S級素人ギャルコレクション 8（10月19日、メディアステーション）他出演:織田ルイ、柴咲まみ、新垣みさ、愛菜りな
- 爆イキ 8（11月13日、アヴァ）
- クリスマスエンジェルズ 〜聖なる夜のハーレムサンタ〜（12月13日、MOODYZ）…共演:北田優歩、楓アイル、高嶋みく、瀬名えみり
- 美島涼の初めての真正中出し 〜本物ガチンコ生中出し解禁!〜（12月22日、モブスターズ）

2008年
- フェラコレ2008冬SP（1月12日、隼エージェンシー）他多数出演
- となりの美人妻 第4章 5人の美人妻たち（2月9日、隼エージェンシー）他出演:小栗杏菜、梨々花、東野愛鈴、香月藍
- こだわりの手コキ 4時間SP VII（2月9日、隼エージェンシー）他多数出演
- 私のおま○ことお口にあなたのザーメンを下さい 2（2月19日、ミスター・インパクト）他出演:宮下まい、月嶋りお、澄川ロア、天宮まなみ
- 生中出しコギャル4時間 4（3月17日、メディアステーション）他出演:愛菜りな、遠藤はるか、大沢きらら、星倉なぎさ、神田ねおん、相楽杏、かがりみほ、結川るい
- 人妻の淫らな告白 3 いけない関係に溺れる4人の人妻たち（3月17日、Nadeshiko）他出演:天宮まなみ、花野真衣、七瀬ゆうり
- 美人フェラティストの精飲マナー講習（4月19日、エムズビデオグループ）
- FELLATIO FESTIVAL 9（5月1日、アイデアポケット）他多数出演
- Finger job!10（7月18日、Sex Agent）他出演:綾瀬みさ
- 綺麗なお姉さんに犯されたい（8月1日、溜池ゴロー）
- MODEL CLUB CLASS A ver.24（8月9日、シルビア）他出演:高原智美
- 家庭教師（9月1日、溜池ゴロー）
- 極上美女のベロベロ接吻の妄想世界（12月13日、マルクス兄弟）共演:一ノ瀬あきら